# Hugo Wehtje
Hugo Wehtje, född 24 september 1894 i Malmö, död 9 juni 1955, var en svensk militär och företagsledare. Han var far till Urban Wehtje.
Wehtje, som var son till vice häradshövding Ernst Wehtje och Mimmi Ahnfelt, avlade studentexamen 1912 och officersexamen 1914. Han blev underlöjtnant i Kronprinsens husarregemente 1915, löjtnant i reserven 1918 och ryttmästare i reserven 1929 (tillhörande Norrlands dragonregemente). Han avlade ekonomisk examen vid Handelshögskolan i Stockholm 1921 och var därefter verkställande direktör för Limhamns Träindustri AB, för Försäkrings AB Skandias avdelningskontor i Malmö samt styrelseordförande i AB Svensk Golvindustri och styrelseledamot i flera bolag.